# Ebenezer Stoddard
Ebenezer Stoddard, född 6 maj 1785, död 19 augusti 1847, var en amerikansk politiker och ledamot av USA:s representanthus från Connecticut.

## Tidigt liv
Stoddard föddes i den lilla staden Union, Connecticut. Han gick i high school på Woodstock Academy i Woodstock, Connecticut, 1802 och 1803. Han tog examen från Brown University i Providence, Rhode Island, 1807. Efter studier i juridik antogs han till advokatsamfundet i Connecticut 1810 och började arbeta som jurist i West Woodstock.

## Politisk karriär
Stoddard valdes för Demokrat-Republikanerna till USA:s representanthus i november 1820 och tillträdde posten den 4 mars 1821. Han blev omvald 1822 och tjänstgjorde till den 3 mars 1825.
Sedan han hade lämnat kongressen satt han i Connecticuts senat från 1825 till 1827.
Han var även viceguvernör i Connecticut under de två omgångar som Henry W. Edwards var guvernör, från den 1 maj 1833 till den 7 maj 1834 samt från den 6 maj 1835 till den 2 maj 1838. Edwards och Stoddard representerade då Demokraterna. Stoddards företrädare som viceguvernör, som också var viceguvernör mellan 1834 och 1835, var Thaddeus Betts. Hans efterträdare som viceguvernör var Charles Hawley.
Stoddard fortsatte att arbeta som jurist fram till sin död i West Woodstock 1847. Han begravdes på Bungay Cemetery.